# Міністерство у справах ветеранів Хорватії
Міністерство у справах ветеранів Республіки Хорватії (хорв. Ministarstvo hrvatskih branitelja, досл. «Міністерство хорватських оборонців»), до 23 грудня 2011 р. Міністерство у справах сім'ї, ветеранів та солідарності між поколіннями Республіки Хорватії (хорв. Ministarstvo obitelji, branitelja i međugeneracijske solidarnosti) — специфічне міністерство в уряді Республіки Хорватія.

## Структура
- Управління у справах сім'ї
  - Це управління далі поділено на відділи у справах сім'ї, дітей і молоді та людей з обмеженими можливостями.
- Управління у справах ветеранів війни
  - Це управління має діло із законами, що торкаються хорватських ветеранів недавньої війни за незалежність цієї країни, займається питаннями, пов'язаними з правами ветеранів, їхнім станом здоров'я тощо. Управління також займається такими справами, як, приміром, влаштування прямих ефірів чи гарячих ліній для телефонних дзвінків ветеранів та стипендії для їхніх дітей.
- Управління солідарності поколінь
  - Це управління забезпечує права громадян, старших за 65 років.
- Управління у справах полонених і зниклих безвісти
  - Мета цього управління — це пошук бранців і зниклих безвісти з війни за незалежність, а також ексгумація та ідентифікація останків жертв війни.